# 30P/Reinmuth
La comète 30P/Reinmuth, appelée également Comète Reinmuth 1, est une comète périodique du système solaire, découverte par Karl Reinmuth (observatoire du Königstuhl en Allemagne) le 22 février 1928.
Les premiers calculs d'orbite donnaient une période de 25 ans, rabaissée ensuite à 7 ans et il fut suggéré qu'il s'agissait de la même comète que la comète Taylor, laquelle était perdue depuis 1915. Des calculs complémentaires de George Van Biesbroeck conclurent qu'il s'agissait de comètes différentes.
L'approche de 1935 fut observée bien que moins favorable ; en 1937 la comète passa à proximité de Jupiter, ce qui accrut la distance au périhélie et la période orbitale.
À cause de calculs erronés, l'apparition de 1942 fut manquée, mais depuis cette date, elle a été observée à chaque retour.
Le diamètre du noyau est estimé à 7,8 kilomètres.